# Сухумский ботанический сад
Сухумский ботанический сад — один из старейших ботанических садов на Кавказе. Расположен в Сухуме.
Основан в 1838 году в Сухум-Кале. На 2012 год площадь сада более тридцати гектаров, на которых произрастают почти пять тысяч видов и сортов деревьев, кустарников, травянистых растений.

## История
История создания сада берёт начало с 30-х годов XIX века. Официальная дата создания ботанического сада, «разбитого лекарем Багриновским в крепости Сухум», — 1838 год.
В первой половине XIX века лекарь Сухумского гарнизона Багриновский, обладавший обширными познаниями в области ботаники и садоводства, разбил возле своего дома сад. В 1840 году на этот сад обратил внимание начальник укреплённой Черноморской береговой линии генерал-лейтенант Н. Н. Раевский (сын героя Отечественной войны 1812 года Н. Н. Раевского).
При содействии Н. Раевского-младшего сад Багриновского с позволения императора Николая I был взят в казну, и с 1840 года перешёл в ведение военного ведомства под названием «Сухум-Кальский военно-ботанический сад». Сначала под сад было отведено около десятины. Даны черенки растений и семена. В 1841 году к саду были прибавлены ещё 3 десятины. Заведующим садом Н. Раевский назначил Багриновского.

Военное ведомство старалось развести в укреплённых пунктах береговой линии, одним из которых в то время являлся Сухум, плодовые и декоративные растения и даже овощи. Эти мероприятия преследовали две цели: во-первых, чем-то занять солдат в свободное от военных операций время, во-вторых, обеспечить солдат плодами и овощами. В задачу Сухумского ботанического сада входило именно обеспечение таких пунктов семенами и саженцами растений. С этой целью в саду разводили много местных и экзотических прикладных и декоративных растений.

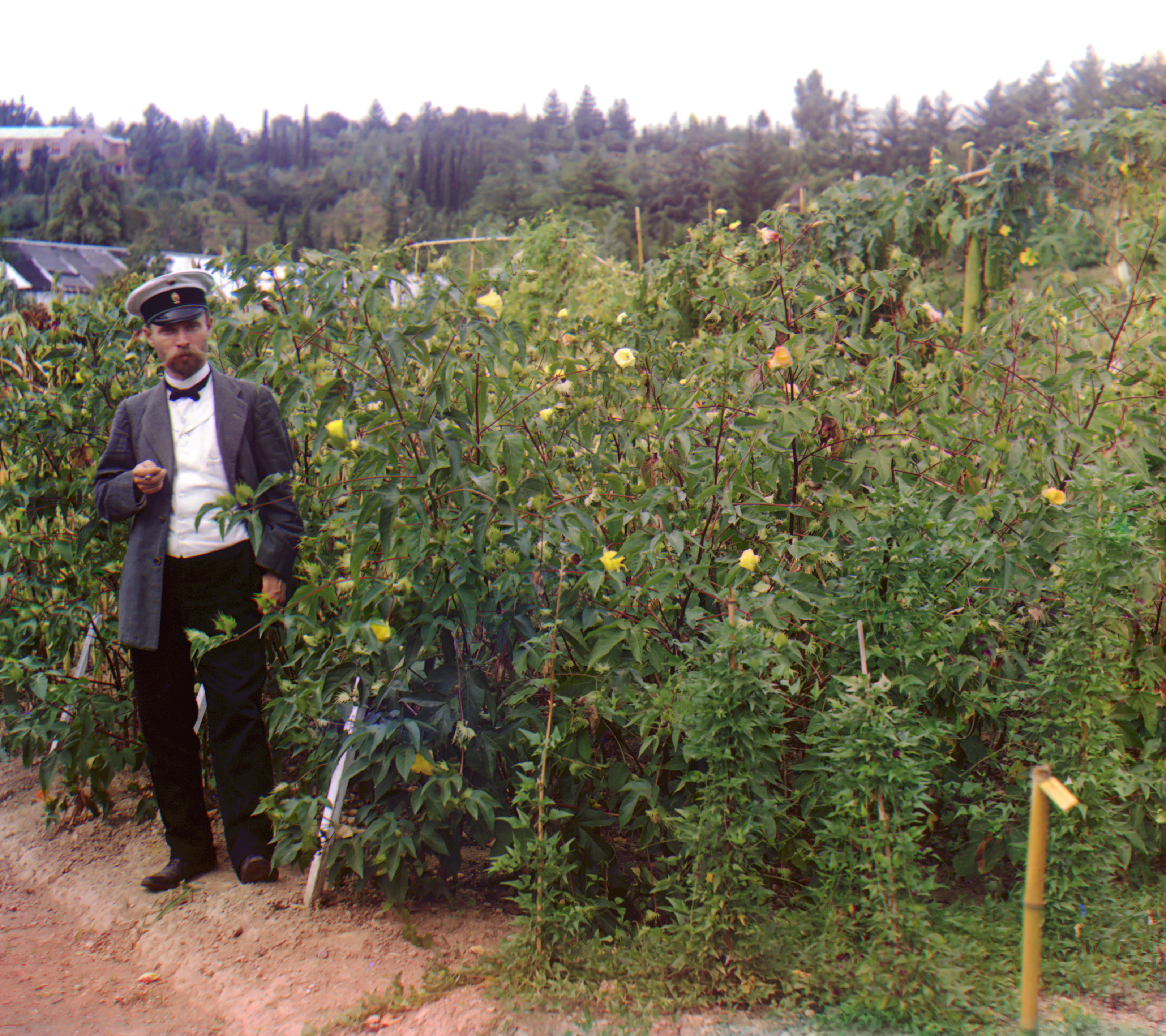
Хлопок в ботаническому саду. Фото С. М. Прокудина-Горского, 1912 г.

Сухумский ботанический сад пострадал в период Крымской (1853—1856) и Русско-турецкой (1877—1878) войны.
В этот же период в Сухуме поселился П. Е. Татаринов, работавший прежде в Министерстве земледелия секретарём общества садоводства, плодоводства и огородничества. Он был назначен директором ботанического сада и в 1894 году провёл реорганизацию сада и создал на его базе Сухумскую садовую и сельскохозяйственную опытную станцию, включив в структуру станции ботанический сад в качестве отдела. Таким образом, профиль ботанического сада получил сельскохозяйственную направленность. В 1901 году П. Татаринов переехал в Батум, но за небольшой период своего пребывания директором станции и ботанического сада он интродуцировал большое число растений. Он совершил путешествия в страны Южной Америки и Средиземноморья, завёз оттуда 45 видов агав, 49 видов пальм, 150 видов хвойных, ряд других субтропических растений. В опытные работы были включены сельскохозяйственные культуры.

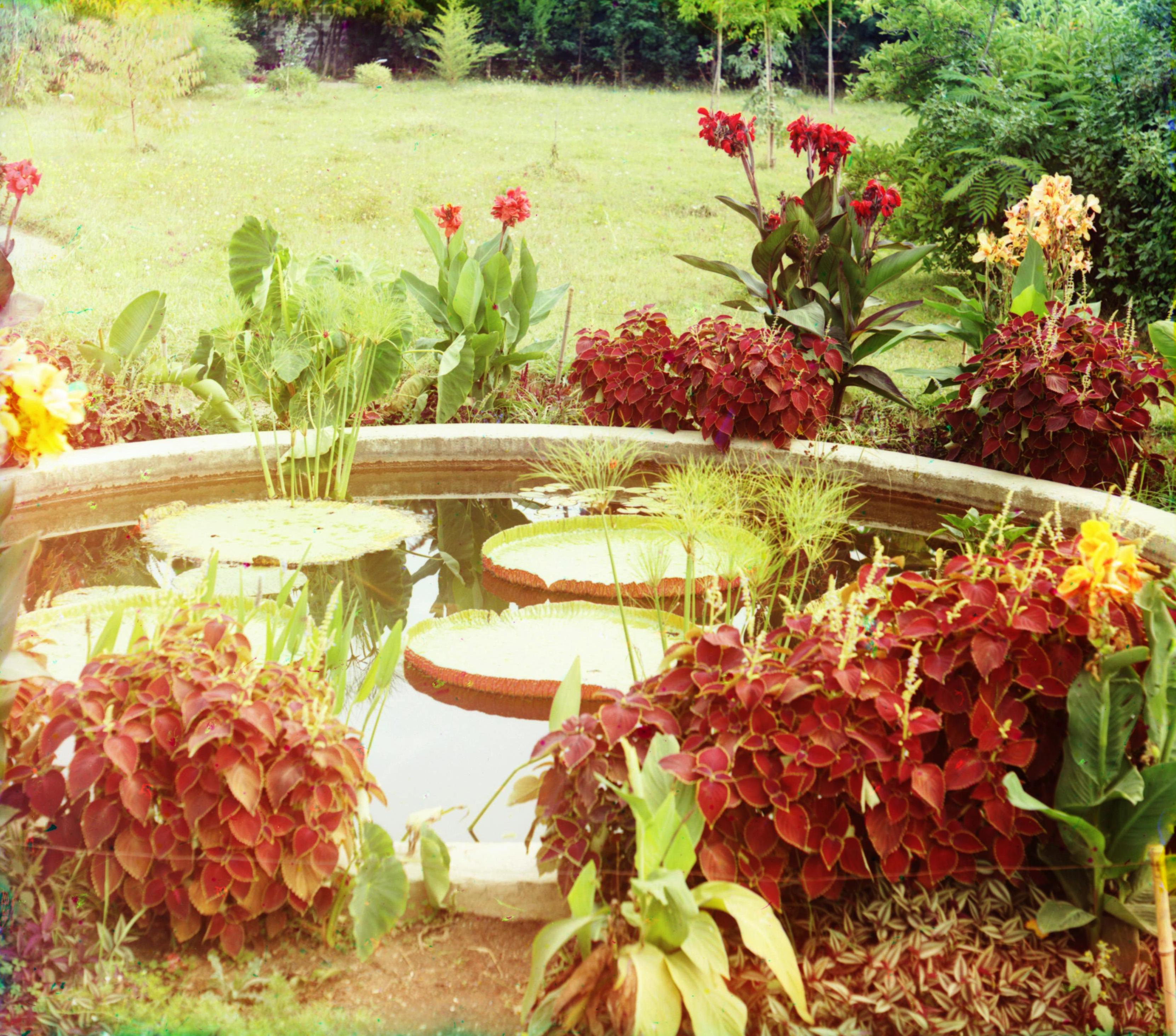
Ботанический сад. Фото С. М. Прокудина-Горского, 1912 г.

В 1889 году сад перешёл из ведения военного управления в ведение Министерства государственных имуществ, и заведование садом было поручено очамчирскому лесничему Н. В. Фон-Дервизу без особого вознаграждения. Новый заведующий из-за отсутствия средств не мог организовать работы по-настоящему. Скудные средства, которыми он располагал, обеспечивали лишь поддержание коллекций.

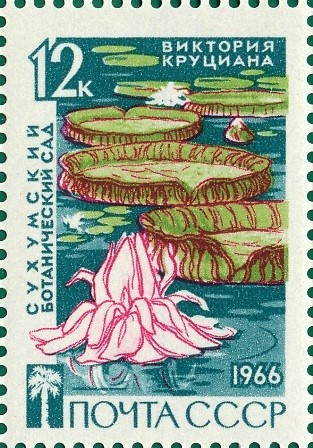
Почтовая марка СССР, 1966 год

Из-за последующих событий в России (войны, революции) деятельность сада на длительное время приостановилась. В 1926—1940 годах Н. И. Вавилов наряду с организацией Сухумской опытной станции Всесоюзного института растениеводства большое внимание уделял и ботаническому саду, где он бывал неоднократно. Но так как сад находился в качестве отдела вначале в ведении Всесоюзного института влажных субтропиков, затем Института культуры, и не получал в достаточном объёме финансовую поддержку, коренных изменений в деятельности сада не произошло.
В конце 30-х годов XX века Ботанический сад посетил президент Академии наук СССР ботаник В. Л. Комаров, который вместе с директором Института культуры и Ботанического сада А. М. Чочуа разработал ряд мероприятий по дальнейшему улучшению и развитию деятельности Сада. Саду была передана территория дендропарка (заложен в конце XIX века известным русским меценатом Николаем Смецким) — 120 га с вспомогательными сооружениями.

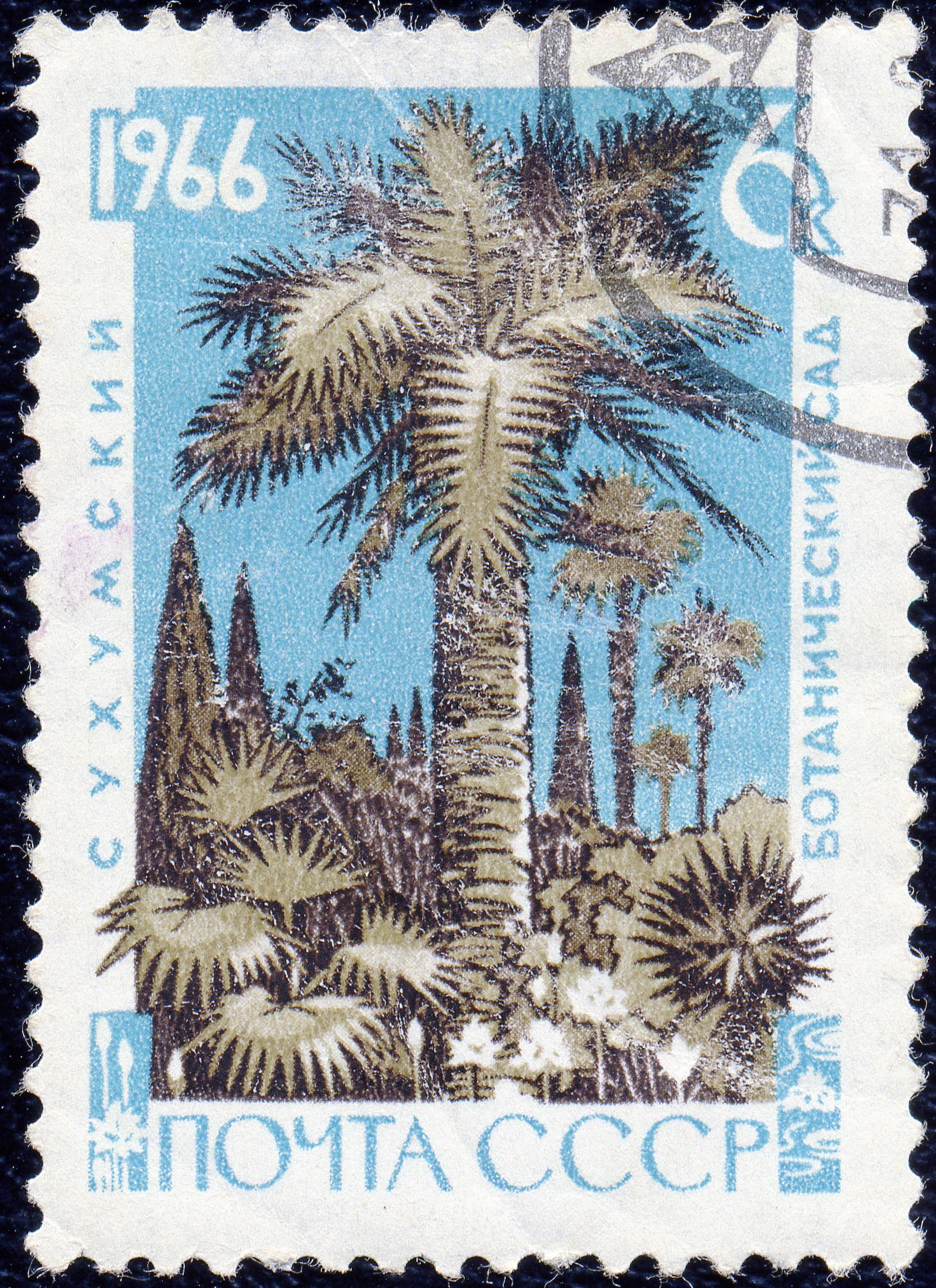
Почтовая марка СССР, 1966 год

В 1972 году получил статус НИИ ботаники Академии наук СССР.
Колоссальный ущерб был нанесён Ботаническому саду грузино-абхазской войной 1992—1993 годов. На территории парка упало более сотни снарядов. До войны в экспозициях сада содержались до 5000 видов, форм и сортов растений, 350 видов оранжерейных, 50 видов водных растений, 1500 видов деревьев и кустарников. Во время войны погибли 30 % древесно-кустарниковых, 80—85 % травянистых (включая цветочные) растений, 100 % собственных сортов цветочных культур, 90—95 % растений закрытого грунта. Сразу после войны коллектив сада приступил к восстановлению коллекций растений.

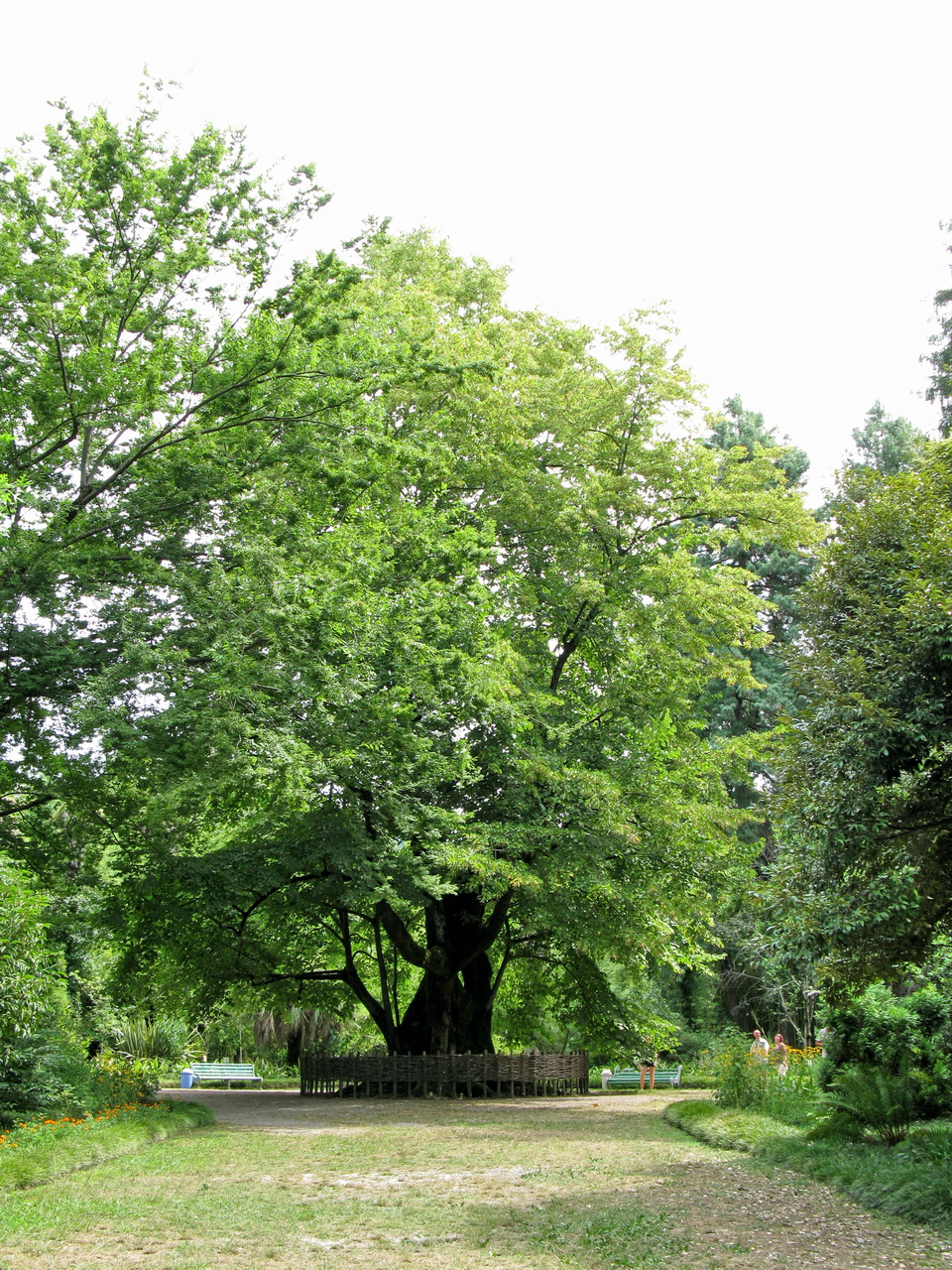
250-летняя липа

Сухумский Ботанический сад сотрудничает с Институтом ботаники АН Абхазии и Главным ботаническим садом им. Н. Цицина РАН (Москва)
Одна из его главных достопримечательностей — 250-летняя кавказская липа, которая росла здесь ещё до основания сада. Диаметр липы 3 м. В 1877 году дерево срубили турки, но оно не погибло. Продолжая расти, липа достигла высоты 20 м, но во время урагана 1987 года была снесена большая часть кроны. Несмотря на это, дерево цветёт и плодоносит.

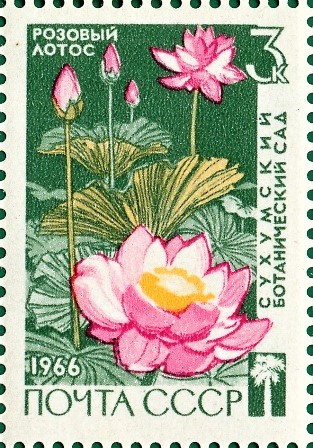
Почтовая марка СССР, 1966 год

В ботаническом саду произрастают также старейшая на территории бывшего СССР секвойя, высаженная в 1848 году, и первая на Черноморском побережье метасеквойя, выращенная из семян, полученных первой специальной экспедицией Арнольд-Арборетума, и высаженная около 1950 года.
Площадь сада 30 га. Демонстрационная часть занимает 5 га и разбита на 50 куртин (участков) пешеходными дорожками.
Севернее ботанического сада на склоне горы Трапеции находится научно-исследовательский институт экспериментальной патологии и терапии АН Абхазии с обезьяньим питомником, созданным в 1927 году.

## Реквизиты
- Республика Абхазия, г. Сухум, ул. Д. Гулиа, 22.
- Тел.: +7 (840) 226-44-58.
- Время работы: с 9.00 до 18.00 ежедневно.

## Галерея фотографий

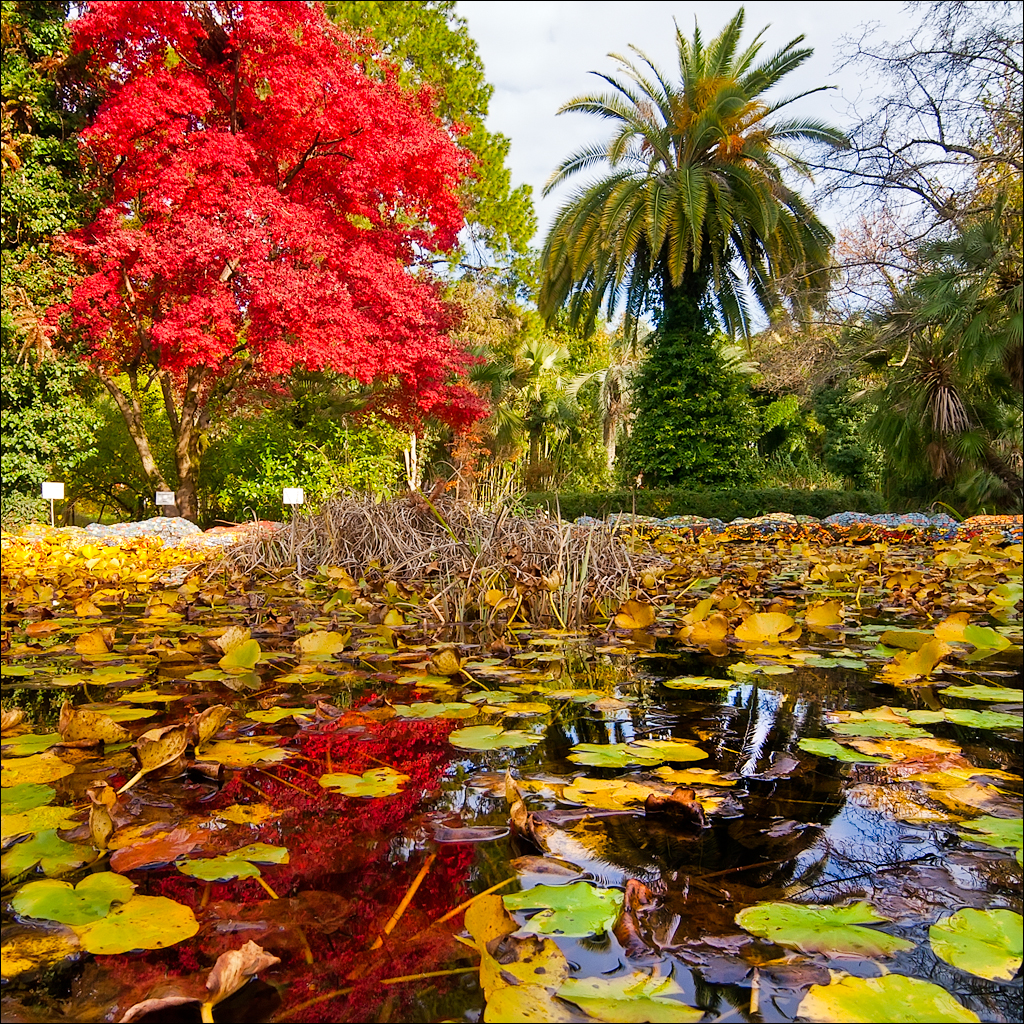
Пруд на территории Сухумского ботанического сада
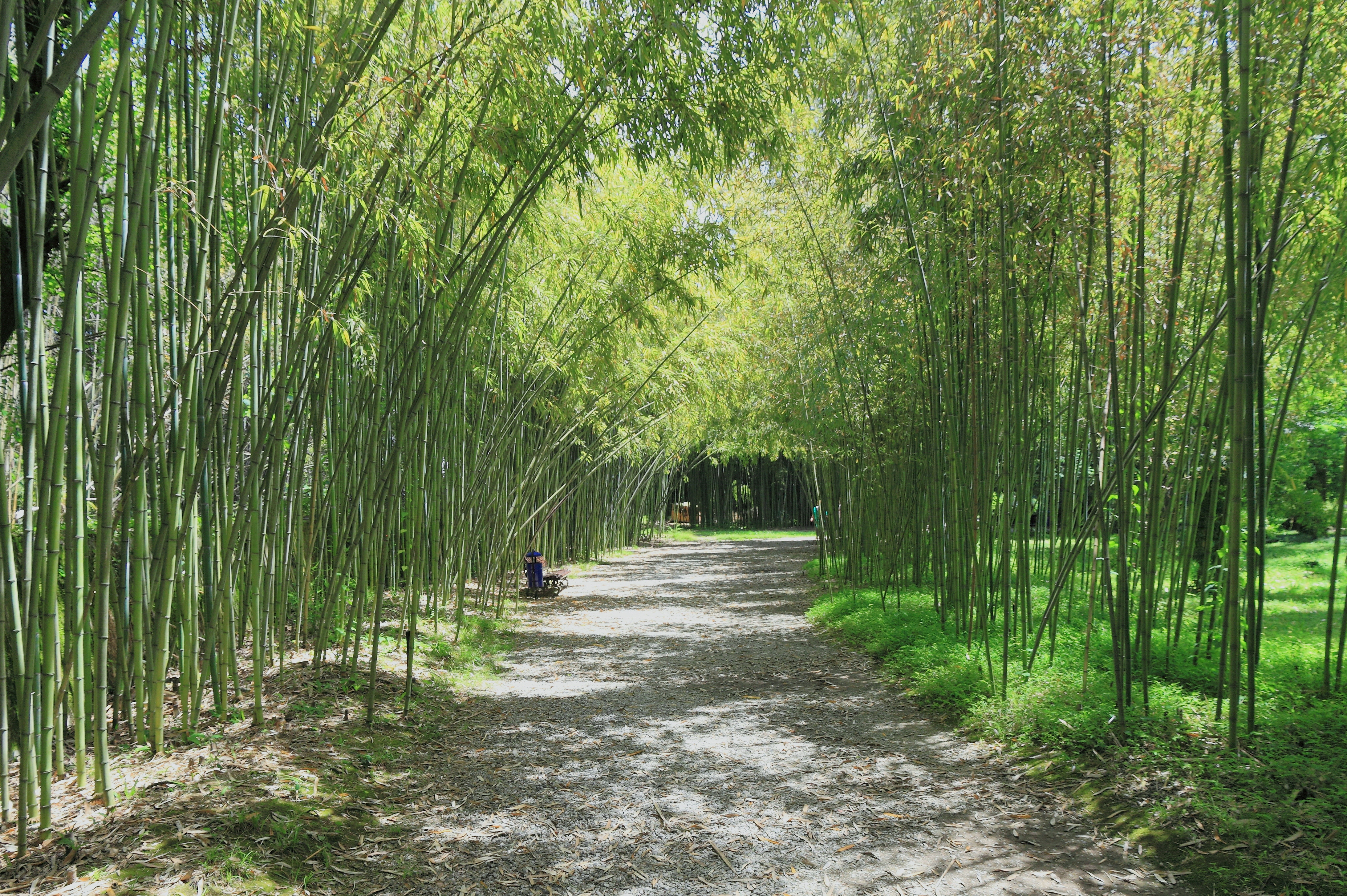
Бамбуковая роща
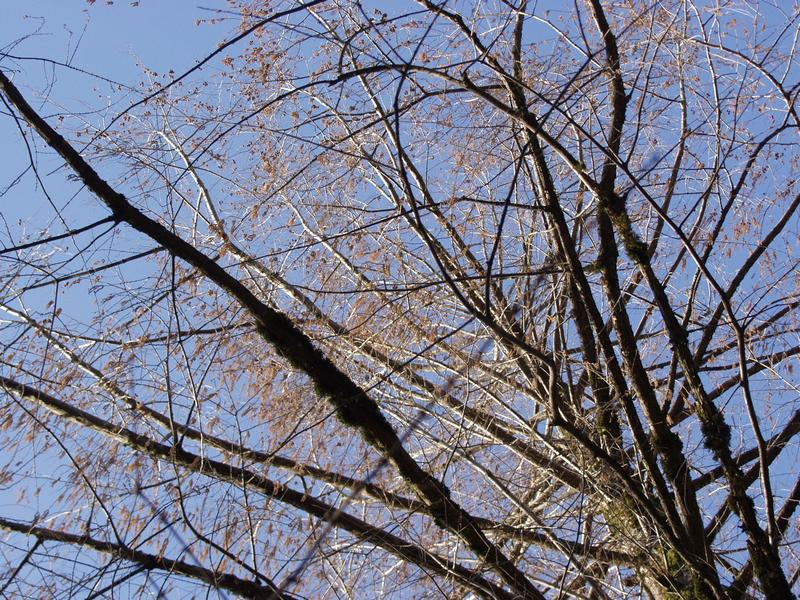
Крона старейшей на Черноморском побережье метасеквойи
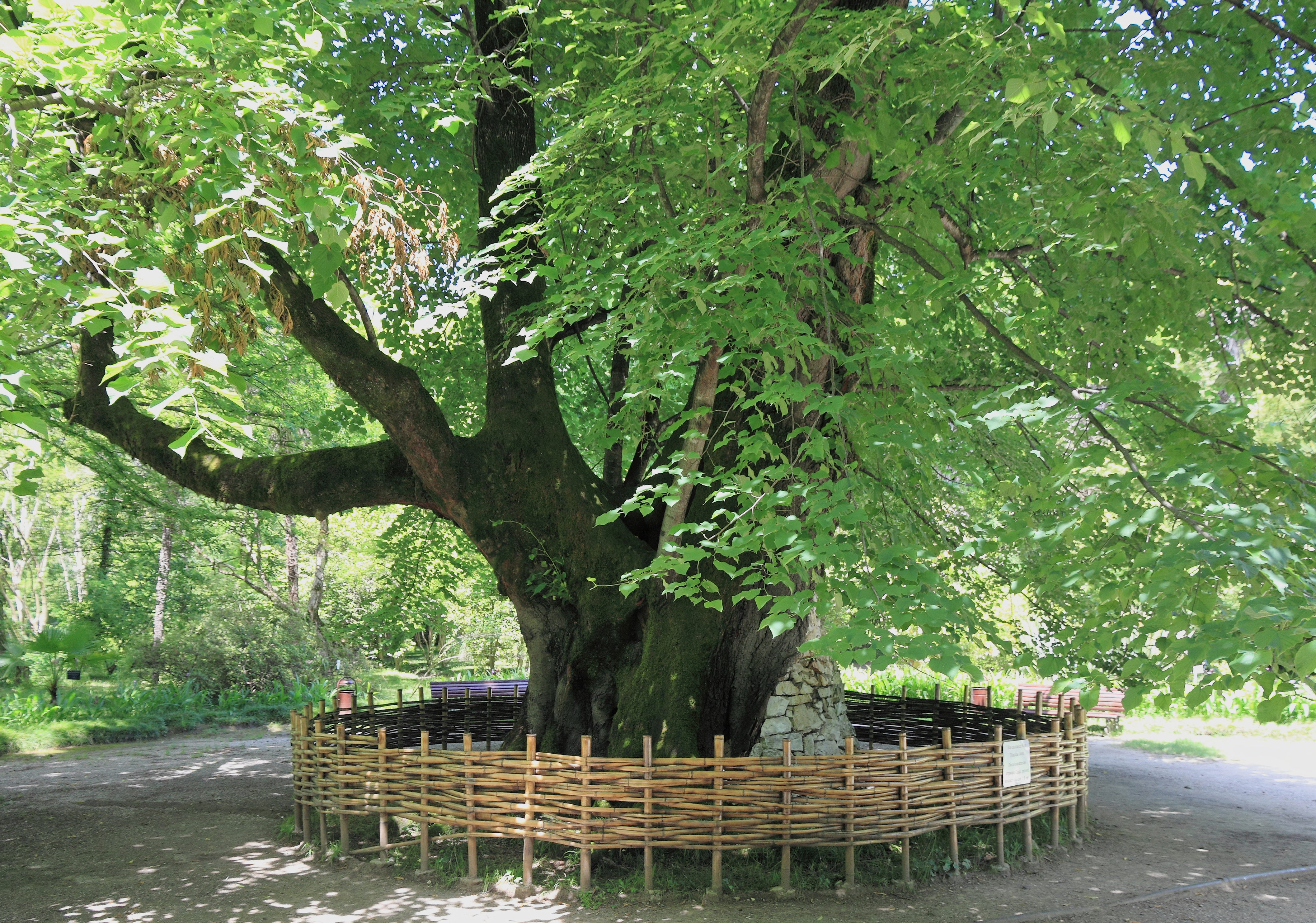
300-летняя Липа кавказская (Tilia dasystyla subsp. caucasica)